# Characidium
Characidium är ett släkte av fiskar. Characidium ingår i familjen Crenuchidae.

## Dottertaxa tillCharacidium, i alfabetisk ordning[1]
- Characidium alipioi
- Characidium bahiense
- Characidium bimaculatum
- Characidium boavistae
- Characidium boehlkei
- Characidium bolivianum
- Characidium borellii
- Characidium brevirostre
- Characidium caucanum
- Characidium chupa
- Characidium crandellii
- Characidium declivirostre
- Characidium etheostoma
- Characidium etzeli
- Characidium fasciatum
- Characidium gomesi
- Characidium grajahuensis
- Characidium hasemani
- Characidium heinianum
- Characidium heirmostigmata
- Characidium interruptum
- Characidium japuhybense
- Characidium lagosantense
- Characidium lanei
- Characidium laterale
- Characidium lauroi
- Characidium longum
- Characidium macrolepidotum
- Characidium marshi
- Characidium nupelia
- Characidium occidentale
- Characidium oiticicai
- Characidium orientale
- Characidium pellucidum
- Characidium phoxocephalum
- Characidium pteroides
- Characidium pterostictum
- Characidium purpuratum
- Characidium rachovii
- Characidium roesseli
- Characidium sanctjohanni
- Characidium schindleri
- Characidium schubarti
- Characidium serrano
- Characidium steindachneri
- Characidium stigmosum
- Characidium tenue
- Characidium timbuiense
- Characidium vestigipinne
- Characidium vidali
- Characidium xanthopterum
- Characidium xavante
- Characidium zebra